# Diodo orgánico de emisión de luz

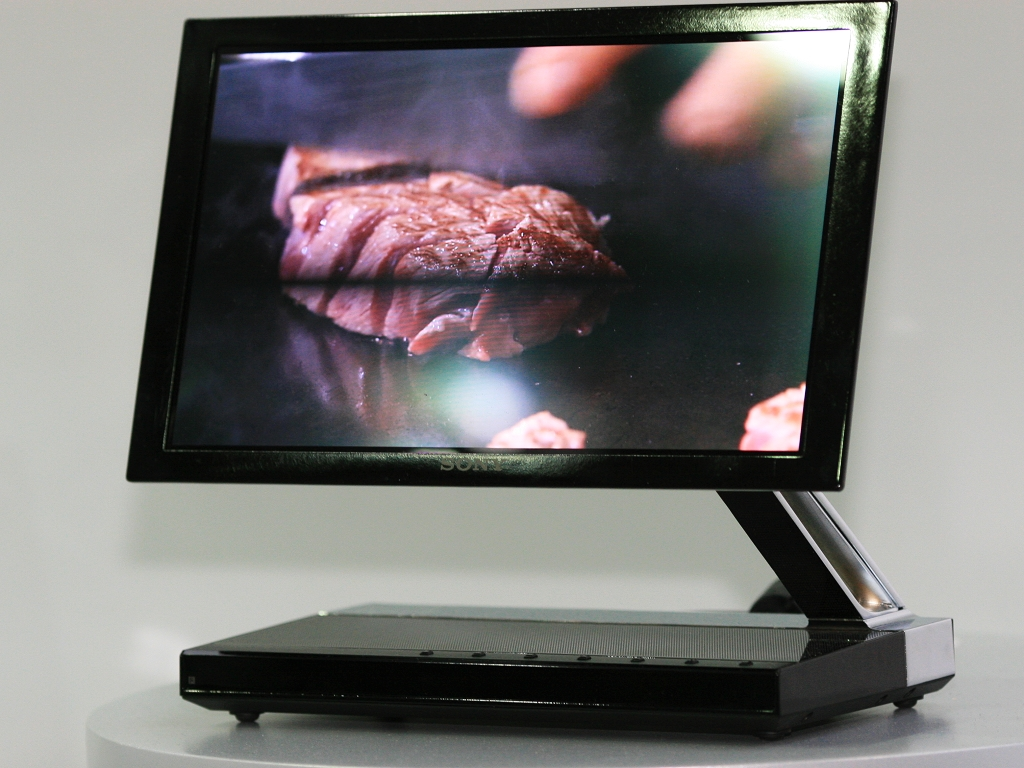
Sony XEL-1, el primer TV OLED.

Un diodo orgánico de emisión de luz u OLED (siglas en inglés de organic light-emitting diode) es un tipo de diodo que se basa en una capa electroluminiscente formada por una película de componentes orgánicos que reaccionan a una determinada estimulación eléctrica, generando y emitiendo luz por sí mismos.

## Visión general
Existen muchas tecnologías OLED diferentes, tantas como la gran diversidad de estructuras (y materiales) que se han podido idear (e implementar) para contener y mantener la capa electroluminiscente, así como según el tipo de componentes orgánicos utilizados. 

### Características
Puede usarse  en todo tipo de aplicaciones: televisores, monitores, pantallas de dispositivos portátiles (teléfonos móviles, PDA, reproductores de audio...), indicadores de información o de aviso, etc., con formatos que bajo cualquier diseño irán desde unas dimensiones pequeñas (2 pulgadas) hasta enormes tamaños (equivalentes a los que se están consiguiendo con LCD). 
Mediante los OLED también se pueden crear grandes o pequeños carteles de publicidad y fuentes de luz para iluminar espacios generales. Además, algunas tecnologías OLED tienen la capacidad de tener una estructura flexible, lo que ya ha dado lugar a desarrollar pantallas plegables o enrollables y, en el futuro, quizá pantallas sobre ropa y tejidos, etc.
La degradación de los materiales OLED ha limitado su uso por el momento. Actualmente se está investigando para dar solución a los problemas derivados de esta degradación, hecho que hará de los OLED una tecnología que puede reemplazar la actual hegemonía de las pantallas LCD (TFT) y de la pantalla de plasma.

#### Ventajas y desventajas
Una de las principales desventajas es que suelen aparecer quemaduras o imágenes fantasmas en las pantallas de dispositivos que despliegan menús de imagen fija por largos periodos durante su vida útil.

### Ventajas respecto a pantallas de plasma, LCD y LCD con retroiluminación LED

#### Más delgados y flexibles
Por una parte, las capas orgánicas de polímeros o moléculas de los OLED son más delgadas, luminosas y mucho más flexibles que las capas cristalinas de un LED o LCD. Por otra parte, en algunas tecnologías el sustrato de impresión de los OLED puede ser el plástico, que ofrece flexibilidad frente a la rigidez del cristal que da soporte a los LCD y a las pantallas de plasma..

#### Más económicos
En general, los elementos orgánicos y los sustratos de plástico serán mucho más económicos. También, los procesos de fabricación de OLED pueden utilizar conocidas tecnologías de impresión por inyección, e incluso por serigrafía, hecho que disminuirá los costes de producción y permitirá el acceso a nuevos mercados y aplicaciones.

#### Brillo y contraste
Los píxeles de los OLED emiten luz directamente. Por eso, respecto a los LCD, posibilitan un rango más grande de colores y contraste.

#### Consumo
No se ha demostrado de manera concluyente que las pantallas OLED consuman menos energía que las pantallas LCD LED más modernas. Sin embargo, en teoría, dado que los paneles OLED no requieren una capa de retroiluminación, en ciertas condiciones su consumo energético puede ser menor. En otras palabras, un píxel OLED apagado no emite luz y, por lo tanto, no consume energía. No obstante, esto ocurre solo en situaciones muy específicas y no la mayor parte del tiempo. Por ello, una pantalla LCD con retroiluminación adaptable puede ser más eficiente en muchos casos. Aún se requieren estudios rigurosos y revisados por pares para confirmar esta afirmación.

#### Más escalabilidad y nuevas aplicaciones
Capacidad futura de poder escalar las pantallas a grandes dimensiones hasta ahora ya conseguidas por los LCD y, sobre todo, poder enrollar y doblar las pantallas en algunas de las tecnologías OLED que lo permiten, abre las puertas a todo un mundo de nuevas aplicaciones que están por llegar.

#### Mejor visión bajo ambientes iluminados
Al emitir su propia luz, una pantalla OLED, puede ser mucho más visible bajo la luz del sol que una LCD.

### Desventajas

#### Tiempos de vida cortos
Las capas OLED verdes y rojas tienen largos tiempos de vida; sin embargo, la capa azul no es tan duradera. Actualmente tienen una duración cercana a las 14 000 horas (8 horas diarias durante cinco años). Este periodo de funcionamiento es mucho menor que el promedio de los LCD, que, dependiendo del modelo y del fabricante, pueden llegar a las 60 000 horas. Toshiba y Panasonic han encontrado una manera de resolver este problema con una nueva tecnología que puede duplicar la vida útil de la capa responsable del color azul, colocando la vida útil por encima del promedio de la de las pantallas LCD. Una membrana metálica ayuda a la luz a pasar desde los polímeros del sustrato a través de la superficie del vidrio más eficientemente que en los OLED actuales. El resultado es la misma calidad de imagen con la mitad del brillo y el doble de la vida útil esperada.
En 2007, OLED experimentales pudieron sostener 400 cd/m² en brillo durante más de 198 000 horas para OLED verdes y 62 000 para los azules.

#### Proceso de fabricación caro
Actualmente la mayoría de las tecnologías OLED están en proceso de investigación y los procesos de fabricación (sobre todo inicialmente) son económicamente elevados, en tanto no se alcance un diseño que pueda utilizarse en economías de escala.

#### Agua
El agua puede fácilmente estropear de forma permanente los OLED, ya que, como cualquier dispositivo electrónico, presenta interfaces de inyección de cargas que se dañan rápidamente. Al contrario de lo que se cree, el material orgánico tarda mucho más tiempo en degradarse que estas interfaces en contacto con el agua. En realidad, el electrodo que no está en contacto directo con el sustrato, usualmente el cátodo, es el más sensible a pequeñas cantidades de humedad. El cátodo puede fabricarse con aluminio sobre una capa muy delgada, 1 nm, de LiF para facilitar la inyección de electrones. El LiF es un material altamente hidrofílico que debe secarse en vacío antes de su evaporación.

#### Impacto medioambiental
Se ha visto que los componentes orgánicos (moléculas y polímeros) son difíciles de reciclar (alto coste, complejas técnicas). Ello puede suponer en el futuro un impacto muy negativo sobre el medio ambiente.

### Estructura básica
Un OLED está compuesto por dos finas capas orgánicas: una capa de emisión y una capa de conducción, que a la vez están comprendidas entre una fina película que hace de terminal ánodo y otra igual que hace de cátodo. En general estas capas están hechas de moléculas o polímeros que conducen la electricidad. Sus niveles de conductividad eléctrica se encuentra entre el nivel de un aislante y el de un conductor y por ello se llaman semiconductores orgánicos (ver polímero semiconductor).
La elección de los materiales orgánicos y la estructura de las capas determinan las características de funcionamiento del dispositivo: color emitido, tiempo de vida y eficiencia energética.

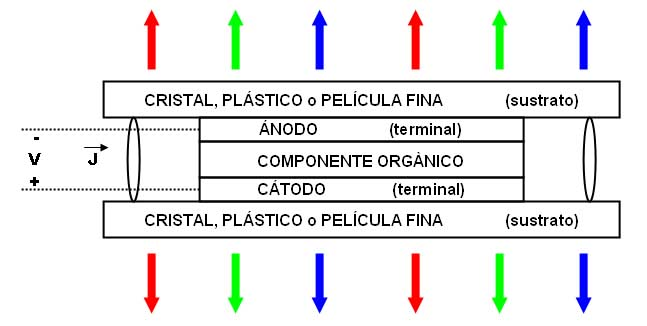
Estructura básica de un OLED.

### Principio de funcionamiento
Se aplica voltaje a través del OLED de manera que el ánodo sea positivo respecto del cátodo. Esto causa una corriente de electrones que fluye en sentido contrario, de cátodo a ánodo. Así, el cátodo da electrones a la capa de emisión y el ánodo los sustrae de la capa de conducción. 
Seguidamente, la capa de emisión comienza a cargarse negativamente (por exceso de electrones), mientras que la capa de conducción se carga con huecos (por carencia de electrones). Las fuerzas electrostáticas atraen a los electrones y a los huecos, los unos con los otros, y se recombinan (en el sentido inverso de la carga no habría recombinación y el dispositivo no funcionaría). Esto sucede más cerca de la capa de emisión, porque en los semiconductores orgánicos los huecos se mueven más que los electrones (no ocurre así en los semiconductores inorgánicos). 
La recombinación es el fenómeno en el que un átomo atrapa un electrón. Dicho electrón pasa de una capa energética mayor a otra menor, liberándose una energía igual a la diferencia entre energías inicial y final, en forma de fotón.
La recombinación causa una emisión de radiación a una frecuencia que está en la región visible y se observa un punto de luz de un color determinado. La suma de muchas de estas recombinaciones, que ocurren de forma simultánea, es lo que llamaríamos imagen.

Principio de funcionamiento de OLED: 1. cátodo (-), 2. capa de emisión, 3. emisión de radiación (luz), 4. capa de conducción, 5. ánodo (+).

### Futuro
En la actualidad existen investigaciones para desarrollar una nueva versión del led orgánico que no sólo emita luz, sino que también recoja la energía solar para producir electricidad. De momento no hay ninguna fecha para su comercialización, pero ya se está hablando de cómo hacerlo para su fabricación masiva.[cita requerida] Con esta tecnología se podrían construir todo tipo de pequeños aparatos eléctricos que se podrían autoabastecer de energía.

## Fabricantes

### LG
LG Electronics anunció en el 2014 International Consumer Electronics Show (CES) la salida al mercado del primer televisor OLED flexible del mundo. Con esta nueva tecnología, los espectadores podrán controlar el ángulo de curvatura para experiencia visual única.
Este televisor superó las estadísticas generales al tener un precio de 2181 dólares y tener una venta de 20 000 000 de unidades en todo el mundo. Los países donde más impacto generó fueron Estados Unidos y Suiza.[cita requerida]
Adicionalmente, LG Electronics presentó en CES 2014 cinco nuevos televisores Ultra HD.
En 2015, CNET Networks, Inc nombró a la LG 55EC9300 como el mejor televisor de la historia.
En el CES 2019, presentó el primer televisor enrollable del mundo, el modelo Signature OLED TV 65R9. 

### Philips
El LED Sultan A19 no supera las expectativas actuales para el desarrollo de los leds caseros.

### Apple
Apple llama a la pantalla OLED del iPhone X como Super Retina HD.

### Samsung
Samsung denomina Super-AMOLED a una tecnología que utiliza en sus pantallas.

### Sony
La compañía es pionera en la utilización y comercialización de esta tecnología siendo el modelo de Sony XEL-1 el primer televisor OLED del mundo, experimentado en el año 2007 y comercializado en el año 2008.
El sistema PS Vita (PlayStation Vita) utiliza una pantalla OLED de 5 pulgadas.
La línea de relojes inteligentes de Sony lo utiliza para ahorrar energía cuando el reloj está apagado.
Recientemente en el CES 2017 Sony ha presentado tres modelos de pantallas de gama alta con tecnología OLED.

### Nintendo
En julio del 2021, Nintendo anunció la venta de su consola Switch con pantalla OLED de 7 pulgadas.

## Historia

### 1950
La electroluminiscencia en materiales orgánicos fue producida en los años 1950 por Bernanose y sus colaboradores.

### 1977
En un artículo de 1977 del Journal of the Chemical Society, Shirakawa y otros comunicaron el descubrimiento de una alta conductividad en poliacetileno dopado con yodo. Heeger, MacDiarmid & Shirakawa recibieron el premio Nobel de química de 2000 por el «descubrimiento y desarrollo de conductividad en polímeros orgánicos».

### 1990
En un artículo de 1990, de la revista Nature, Burroughs y otros comunicaron el desarrollo de un polímero de emisión de luz verde con una alta eficiencia.

### 2008

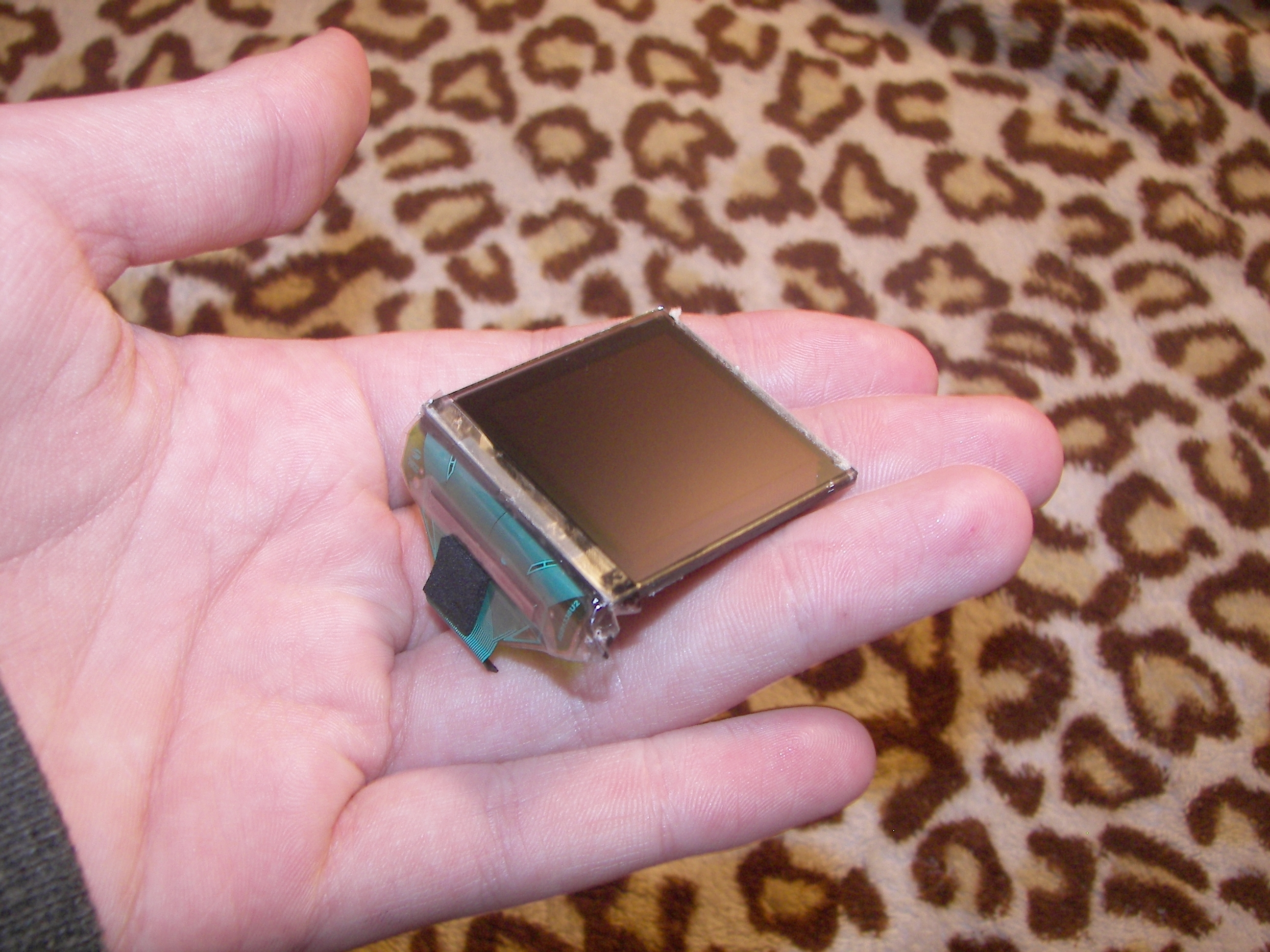
Prototipo de pantalla OLED de 3.8 cm de diagonal.

En 2008, ha aparecido en castellano un trabajo de revisión y puesta al día sobre la tecnología OLED.

## Tecnologías relacionadas

### SM-OLED
El OLED de molécula pequeña o SM-OLED (siglas en inglés de small-molecule OLED) se basa en una tecnología desarrollada por la compañía  Eastman Kodak. La producción de pantallas con pequeñas moléculas requiere una deposición en el vacío de las moléculas que se consigue con un proceso de producción mucho más caro que con otras técnicas como las que se verán a continuación.
Típicamente se utilizan sustratos de vidrio para hacer el vacío, pero esto quita la flexibilidad a las pantallas aunque las moléculas sí lo sean. 

### PLED o LEP
El OLED de polímeros o PLED (siglas en inglés de polymer light-emitting diode), también llamado polímeros de emisión de luz o LEP (siglas en inglés de light-emitting polymers) ha sido desarrollado por la Cambridge Display Technology. 
Se basan en un polímero conductivo electroluminiscente que emite luz cuando le recorre una corriente eléctrica. Se utiliza una película de sustrato muy delgada y se obtiene una pantalla de gran intensidad de color que requiere relativamente muy poca energía en comparación con la luz emitida. 
El vacío, a diferencia de los SM-OLED, no es necesario y los polímeros pueden aplicarse sobre el sustrato mediante una técnica derivada de la impresión por inyección comercial. El sustrato usado puede ser flexible, como un plástico PET. Con todo ello, los PLED pueden ser producidos de manera económica.

### TOLED
El OLED transparente o TOLED (siglas en inglés de transparent OLED) usa un terminal transparente para crear pantallas que pueden emitir en su cara de delante, en la de atrás, o en ambas consiguiendo ser transparentes. Los TOLED pueden mejorar enormemente el contraste con el entorno, haciendo mucho más fácil el poder ver las pantallas con la luz del sol. 

### SOLED
El OLED apilado o SOLED (siglas en inglés de stacked OLED) utiliza una arquitectura de píxel que se basa en almacenar subpíxeles rojos, verdes y azules unos encima de otros en vez de disponerlos a los lados como sucede de manera normal en los tubos de rayos catódicos y LCD. Las mejoras en la resolución de las pantallas se triplican y se realza por completo la calidad del color.

### Implementación en matrices
Aparte de las tecnologías anteriores, las pantallas OLED pueden ser activadas a través de un método de conducción de la corriente por matriz que puede tener dos esquemas diferentes y da lugar a diferentes tecnologías. 

#### PMOLED
El OLED de matriz pasiva o PMOLED (siglas en inglés de pasive matrix OLED) es una tecnología de fabricación de pantallas basada en OLED. Tiene una importancia a la baja debido a su poca utilización en dispositivos móviles, como los teléfonos móviles.

#### AMOLED
El OLED de matriz activa o AMOLED (siglas en inglés de active matrix OLED) es una tecnología de fabricación de pantallas basada en OLED. Tiene una importancia al alza debido a su utilización en dispositivos móviles, como los teléfonos móviles.

#### POLED
El OLED plástico o POLED (siglas en inglés de plastic OLED) es una tecnología de fabricación de pantallas basada en OLED. Tiene una importancia al alza debido a su utilización en televisores y dispositivos móviles, como los teléfonos móviles y los relojes inteligentes.